# David Gillette
David Gillette (20 de març del 1946 - 10 de febrer del 2025) fou un paleontòleg estatunidenc conegut sobretot pel seu descobriment del dinosaure Diplodocus hallorum. En el moment de la seva troballa, Diplodocus era el dinosaure més llarg conegut.